# Christian Chavanon
Pour les articles homonymes, voir Chavanon.
Christian Chavanon, né le 12 mars 1913 à Pontivy et mort le 4 juin 1981 dans le 5e arrondissement de Paris,, a été vice-président du Conseil d'État entre 1979 et 1981 et pendant plusieurs années PDG de l'agence Havas, directeur de la RTF et président l'Institut français des sciences administratives.

## Biographie
Après avoir passé son doctorat en droit, il est avocat au barreau de Bordeaux entre 1933 et 1941.
Il est nommé auditeur au Conseil d'État en 1941. Par une désignation d'office du vice-président, le 27 mars 1943 il est chargé d'une mission de liaison entre le Conseil d'État et le ministère de la Justice, mission toujours remplie par un membre de la Haute assemblée et jugée indispensable sur le plan administratif. Il démissionne le 29 février 1944 et est remplacé par un de ses collègues, également désigné d'office.    
Pour l'Association des membres et anciens membres du Conseil d'État, Guy Chavanon avait " [ des ] convictions de résistant, que nul n'a jamais mises en doute ". 
Il devient maître des requêtes en décembre 1946. Il sera nommé conseiller d'État en 1963 (en position de détachement). 
Entre novembre 1951 et janvier 1953, il est directeur du cabinet de Eugène Claudius-Petit, ministre de la reconstruction et de l'urbanisme. En 1957, il est nommé directeur de cabinet de Jean Meunier, secrétaire d'État à la Présidence du conseil, chargé de la fonction publique et de la réforme administrative.   
Il exerce, en position de détachement, diverses fonctions extérieures au conseil d’État. Notamment, Président-Directeur Général de la Société nationale des entreprises de presse (SNEP) de 1953 à 1955, directeur de la RTF de 1958 à 1960, PDG de l’agence Havas de 1960 à 1973, administrateur délégué de RTL, membre du Haut Comité de la Langue Française.
Réintégré en 1973 au conseil d’État, il préside la section des Finances jusqu'à 1975. Le 9 février 1976, il est chargé par le Premier ministre, Jacques Chirac, de présider un groupe d'études sur la violence et les moyens d'information. Des travaux de ce comité aboutit le rapport intitulé " Informations et violence ", publié le 18 novembre 1976. Le 19 décembre 1978, il est nommé vice-président du Conseil d'État, en remplacement de Bernard Chenot. Le 27 février 1981 il est admis à faire valoir ses droits à la retraite à faire date du 12 mars de la même année.
En 1975, il co-fonde l'Académie Nationale des Arts de la Rue (ANAR) avec Maurice Cazeneuve, Jacques Dauphin, Marcel Bleustein-Blanchet, Paul Delouvrier, Georges Elgozy, Roger Excoffon, Abraham Moles, ou encore André Parinaud.

## Famille et intérêts
Il est le frère de Guy Chavanon (Pontivy, 10 mars 1909 - Paris, 2 août 2014), magistrat, procureur de la République de Paris de 1963 à 1967, procureur général de Paris de 1967 à 1976 et procureur général près la Cour de cassation de 1976 à 1978.
Fin gourmand, il est membre du Club des Cent et donne des chroniques gastronomiques au journal Sud Ouest.

## Institut français des sciences administratives
Christian Chavanon est pendant plusieurs années président de l'Institut français des sciences administratives, association reconnue d’utilité publique et ayant pour but de promouvoir le modèle français de sciences administratives par l’organisation de colloque et la participation aux activités de l’Institut international de sciences administratives (IFSA).

## Décorations
- Grand officier de la Légion d'honneur, le 19 mars 1981[9].